# Madeleine McCann eltűnése
Madeleine McCann brit kislány nem sokkal a negyedik születésnapja előtt, 2007. május 3-án tűnt el a portugáliai Praia da Luz üdülőhely egyik apartmanjából. Szülei állítása szerint Madeleine-t egy földszinti hálószobában hagyták kétéves testvéreivel, míg szülei egy, az apartmantól 120 méternyire lévő étteremben ettek.
A portugál rendőrség, a Guarda Nacional Republicana első megállapítása szerint a kislányt elrabolták. További nyomozás után a Polícia Judiciária (a portugál nyomozóhivatal) kijelentette, hogy feltételezésük szerint a kislány meghalt a szobában, mielőtt elvitték onnan. A nyomozás során többen is állították, hogy látták Madeleine-t Portugáliában vagy máshol. Annak ellenére, hogy több bizonyítékot is találtak, a rendőrség kijelentette, hogy a nyomozás még messze áll attól, hogy eredményt hozzon. 2007. szeptember 7-én bejelentették, hogy megtalálták Madeleine vérnyomait egy kocsiban, amit szülei 25 nappal az eltűnése után béreltek; ennek következtében anyját, Kate McCannt gyanúsítottá (arguida) nyilvánították.
A nyomozásban a brit és a portugál rendőrség együttműködik; hamar nyilvánvalóvá vált a két ország rendőrségének módszerei közti eltérés, például az ügyben érintettek jogi státusát, illetve a nyilvánosságra hozott információk mennyiségét illetően. Az esetet a média figyelemmel követi, és számos híres ember is felhívta rá a figyelmet.

## Életrajz
Madeleine Beth McCann 2003. május 12-én született az angliai Leicesterben. Anyja, Kate háziorvos Melton Mowbrayben, apja, Gerry kardiológus a leicesteri Glenfield kórházban. Madeleine-nak két testvére van, nála két évvel fiatalabb ikrek, Sean és Amelie. A család Rothleyben, Leicestershire-ben él.
Madeleine ismertetőjegye a jobb szemén látható kolobóma, a szivárványhártya ritka deformációja: pupillájából sötét csík húzódik szeme aljáig csaknem függőlegesen (az óramutató 7 órának megfelelő állásában).

## Eltűnése
Madeleine 2007. május 3-án este tűnt el egy földszinti apartmanból, mely az Ocean Club része. A nyaralóhely épületei a település különböző pontjain helyezkednek el és bárki bejuthat a területére.
Szülei elmondása alapján Madeleine-t és a kétéves ikreket lefektették aludni és a hálószobában hagyták őket, míg a szülők elmentek barátaikkal vacsorázni egy kb. 120 méterre lévő étterembe az Ocean Club területén belül. Kate és Gerry McCann később azt mondták a rendőrségnek, felváltva ellenőrizték a gyerekeket, és hogy kb. 21 órakor (nyugat-európai nyári időszámítás szerint) Gerry még mindhárom gyermeket ott találta. 22:00 körül Kate McCann ment megnézni a gyerekeket, ekkorra Madeleine eltűnt, és az ablak nyitva állt. A portugál rendőrség 22:40-re teszi Madeleine eltűnését. Az épületkomplexum személyzete és vendégei másnap hajnali 4:30-ig keresték a kislányt; a határőrséget és Portugália, valamint Spanyolország repülőtereinek rendőrségét értesítették. Egyes jelentésekben az időpontok eltérnek: Gerry 21:30-kor nézte meg utoljára a gyerekeket.